# Kohren-Sahlis
Kohren-Sahlis ist ein Ortsteil der Stadt Frohburg im Süden des Landkreises Leipzig in Sachsen. Es war bis zum 31. Dezember 2017 eine eigenständige Stadt, die vor allem durch das Töpferhandwerk bekannt wurde. Es bildet das Zentrum des Kohrener Landes.

## Geografie

### Allgemeines
Kohren-Sahlis liegt etwa in der Mitte zwischen Leipzig und Chemnitz. Es grenzt im Norden an Frohburg, im Nordosten und Osten an die Stadt Geithain und im Süden an die Stadt Penig im Landkreis Mittelsachsen. Im Westen grenzt Kohren-Sahlis an die thüringischen Gemeinden Langenleuba-Niederhain und Windischleuba. Das Flüsschen Wyhra sowie die drei sagenumwobenen Bäche Maus, Ratte und Katze fließen durch Kohren-Sahlis.

### Ortsgliederung
Zu Kohren-Sahlis gehörten die folgenden dreizehn Gemeindeteile:
| - Altmörbitz - Dolsenhain - Eckersberg - Gnandstein - Jahnshain | - Linda - Meusdorf - Neuhof - Pflug | - Rüdigsdorf - Terpitz - Walditz - Wüstenhain |

## Geschichte
Kohren wurde erstmals um 974  in einer Chronik des Bischofs Thietmar von Merseburg urkundlich erwähnt. 1190 erschienen die edelfreien Herren von Kohren als reichsfreie Eigentümer der Burg Kohren. Diese bauten sich im Zuge der deutschen Ostexpansion in der zweiten Hälfte des 12. Jahrhunderts in Kohren ihre Herrschaft auf. 1220 wurde die Burg zerstört, die um 1240 wieder aufgebaut wurde. Die reichsunmittelbare Herrschaft der Herren von Kohren war Anfang des 14. Jahrhunderts zu Ende. 1303 wurden sie letztmals urkundlich erwähnt. Verschiedene Geschlechter, wie die von Schönburg, Leisnig oder die Vögte von Plauen waren in der Folgezeit Eigentümer der Burg. 1357 überlässt ein Friedrich von Schönburg Geithain und Kohren an die Herren von Reuß. In der zweiten Hälfte des 15. Jahrhunderts waren die Herren von Einsiedel Eigentümer der Burg. Diese nutzten aber die Burg Gnandstein als Wohnsitz, weshalb die Burg Kohren aufgegeben und zur Gewinnung von Baumaterial nach und nach abgebrochen wurde. Nur die beiden Turmruinen sind von der Burg erhaltenen geblieben und prägen bis heute die Stadtsilhouette. 1453 erhielt Kohren das Stadtrecht.
Sahlis wurde bereits im Jahr 1350 als Herrensitz genannt. Im Jahr 1445 ist Sahlis als Rittersitz und 1551 als Rittergut erwähnt. 1602 verkauften es die von Einsiedel, zusammen mit Kohren. Der Textilkaufmann Crusius erwarb 1754 das Rittergut und ließ zwei Jahre später die Gutsanlage erneuern. 1776 entstand ein Neubau des Herrenhauses, der 1858 umgebaut wurde. Der Rokoko-Park mit vielen Wasserspielen und Skulpturen wurde 1771 erbaut, die Orangerie im Jahr 1891. Die Familie von Crusius blieb bis zur Enteignung im Jahr 1945 im Besitz des Ritterguts Sahlis. 1834 trat Crusius als erster Rittergutsbesitzer in Sachsen seine Patrimonialgerichtsbarkeit freiwillig ab und das königliche Gericht Kohren wurde gebildet.
Die Stadt Kohren und das Dorf Sahlis gehörten um 1445/47 zur Pflege Altenburg. Nachdem diese 1554/57 durch den Naumburger Vertrag an die Ernestiner kam, verblieben Kohren und Sahlis bei den Albertinern und unterstanden bis 1856 dem kursächsischen bzw. königlich-sächsischen Amt Borna. Ab 1856 gehörten beide Orte zum Gerichtsamt Frohburg und ab 1875 zur Amtshauptmannschaft Borna.
Nach Jahrzehnten der Bemühung erhielt Kohren mit der Eröffnung der Wyhratalbahn am 30. April 1906 einen Bahnanschluss. Die Strecke führte nach Frohburg an die Bahnstrecke Neukieritzsch–Chemnitz. Sie wurde 1967 stillgelegt und später abgebaut. Der am 24. Juni 1928 eingeweihte Töpferbrunnen gilt als Wahrzeichen der Stadt. Entwurf und Modellierung gehen auf Kunstkeramiker Kurt Feuerriegel zurück. 1934 wurde Kohren mit dem Dorf Sahlis zur Stadt Kohren-Sahlis vereint.

### Nationalsozialismus

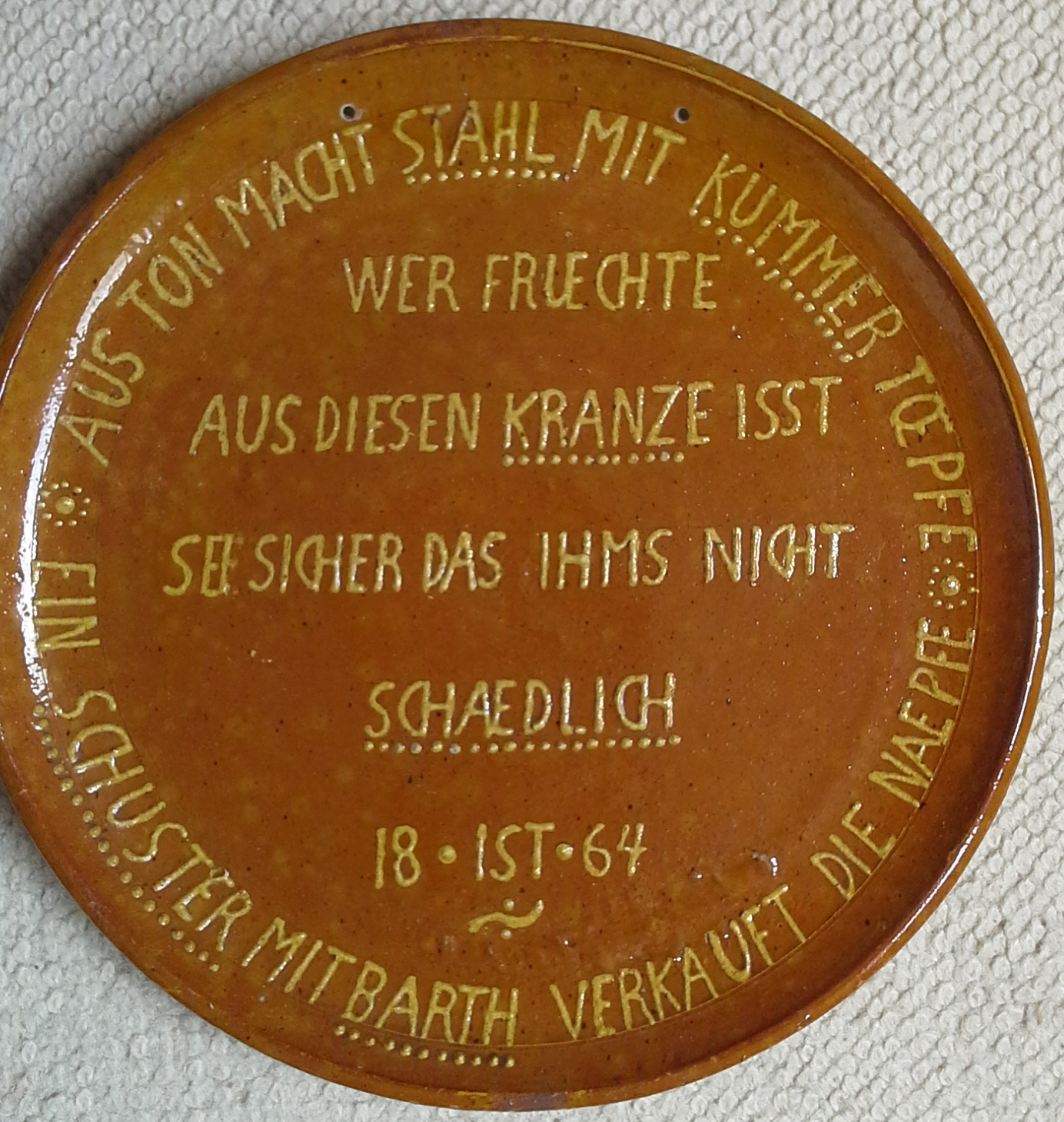
Probeexemplar eines Jubiläumstellers der Töpferinnung Kohren-Sahlis von 1914

In Kohren-Sahlis befand sich vom 1. November 1942 bis zum 14. April 1945 das Kinderheim „Sonnenwiese“, das von der SS-Organisation Lebensborn betrieben wurde. Hier wurden vor allem sogenannte Tyskerbarn, aus Norwegen stammende Kinder (norwegische Mütter, deutsche Soldaten als Väter) untergebracht, bevor sie vor 1945 und auch danach an Familien zur Adoption weitergereicht wurden.
Am 27. November 2017 hat der Künstler Gunter Demnig im Rahmen seiner Aktion Stolpersteine eine großflächigere „Stolperschwelle“ zur Erinnerung an die Verbrechen des Lebensborn beim damaligen Lebensborn-Heim und der heutigen Wohnstätte des Deutschen Roten Kreuz Geithain e. V. verlegt. Die Stolperschwelle befindet sich vor einem Eck-Eingang eines neueren Gebäudeteiles des Ostflügels. Mitten im Hof des Baukomplexes wurde eine Gedenktafel errichtet, die ausführlich über die Geschichte des Ortes informiert.

### Eingemeindungen
| Ehemalige Gemeinde  | Datum      | Anmerkung                                                      |
| ------------------- | ---------- | -------------------------------------------------------------- |
| Altmörbitz          | 01.01.1996 |                                                                |
| Dolsenhain          | 01.01.1996 |                                                                |
| Gnandstein          | 01.01.1996 |                                                                |
| Jahnshain           | 01.01.1999 |                                                                |
| Kohren              | 01.07.1934 | Zusammenschluss mit Sahlis zu Kohren-Sahlis                    |
| Linda               | 01.07.1950 | Eingemeindung nach Jahnshain                                   |
| Meusdorf            | 01.07.1950 | Eingemeindung nach Jahnshain                                   |
| Neuhof              | 01.07.1895 | Zusammenschluss mit Pflug und Rüdigsdorf zu Rüdigsdorf-Neuhof  |
| Pflug               | 01.07.1895 | Zusammenschluss mit Neuhof und Rüdigsdorf zu Rüdigsdorf-Neuhof |
| Rüdigsdorf          | 01.07.1895 | Zusammenschluss mit Neuhof und Pflug zu Rüdigsdorf-Neuhof      |
| Rüdigsdorf(-Neuhof) | 01.07.1950 |                                                                |
| Sahlis              | 01.07.1934 | Zusammenschluss mit Kohren zu Kohren-Sahlis                    |
| Terpitz             | 01.10.1948 |                                                                |
| Walditz             | 01.10.1948 |                                                                |
| Wüst-Eckartsberg    | 1948       | Umgliederung von Geithain, Ortsteil Theusdorf                  |
| Wüstenhain          | 01.10.1948 | Eingemeindung nach Gnandstein                                  |

Zwischen 1895 und 1950 wurde die Gemeinde Rüdigsdorf-Neuhof in Rüdigsdorf umbenannt.
Am 1. Januar 2018 wurde Kohren-Sahlis in die Stadt Frohburg eingegliedert.

## Religion

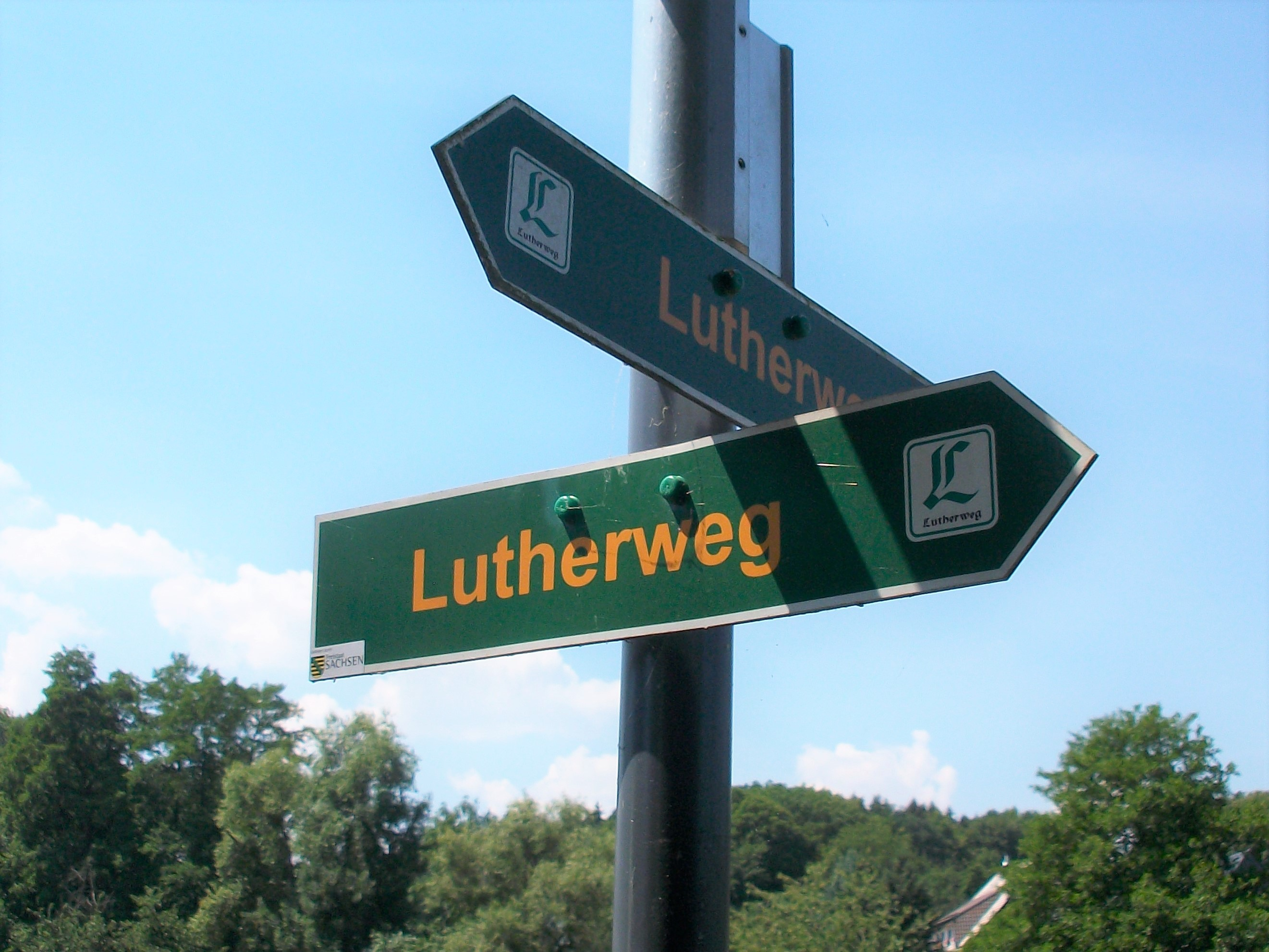
Lutherweg Sachsen in Kohren-Sahlis

Kohren-Sahlis liegt in einem traditionell lutherischen Gebiet. Zum Kirchspiel Kohrener Land der Evangelisch-Lutherischen Landeskirche Sachsens gehören die Sankt-Gangolf-Kirche in Kohren-Sahlis, die Christuskirche in Rüdigsdorf, die Dorfkirchen in Altmörbitz und Gnandstein sowie die Burgkapelle Gnandstein. Des Weiteren gibt es eine Kirchgemeinde in Jahnshain, die zum Kirchspiel Geithainer Land gehört. Von überörtlicher Bedeutung ist die Heimvolkshochschule Kohren-Sahlis, die als Evangelisches Zentrum Ländlicher Raum bezeichnet wird. Durch Kohren-Sahlis verläuft der Lutherweg Sachsen.
Die wenigen Katholiken in Kohren-Sahlis gehören zur Pfarrei St. Joseph in Borna, Bistum Dresden-Meißen.

## Politik

### Wappen
Beschreibung: In Blau auf einen goldenen Schildfuß eine goldene Mauer mit zwei gezinnten Türmen, darüber fliegen sieben schwarze Vögel (3:4 gestellt).

### Ortschaftsrat
Der Ortschaftsrat besteht aus acht Ortschaftsräten. Bei der letzten Kommunalwahl am 26. Mai 2019 ergaben sich
- CDU 6 Sitze
- Bürger für Jahnshain, Linda und Meusdorf 1 Sitz
- SPD 1 Sitz

### Stadtrat
Der Stadtrat bestand aus vierzehn Stadträten. Nach der letzten Kommunalwahl im Mai 2014 ergaben sich für die
- CDU 9 Sitze (63,3 %)
- SPD 2 Sitze (16,2 %)
- LINKE 2 Sitze (13,9 %)
- FDP 1 Sitz (6,6 %)

### Bürgermeister
- Der letzte Bürgermeister Siegmund Mohaupt (CDU) wurde im Juni 2015 mit 94 % der Stimmen wiedergewählt.[18]

### Ortspartnerschaften
- Montottone (Italien)
- Laichingen (Baden-Württemberg)

## Kultur und Sehenswürdigkeiten

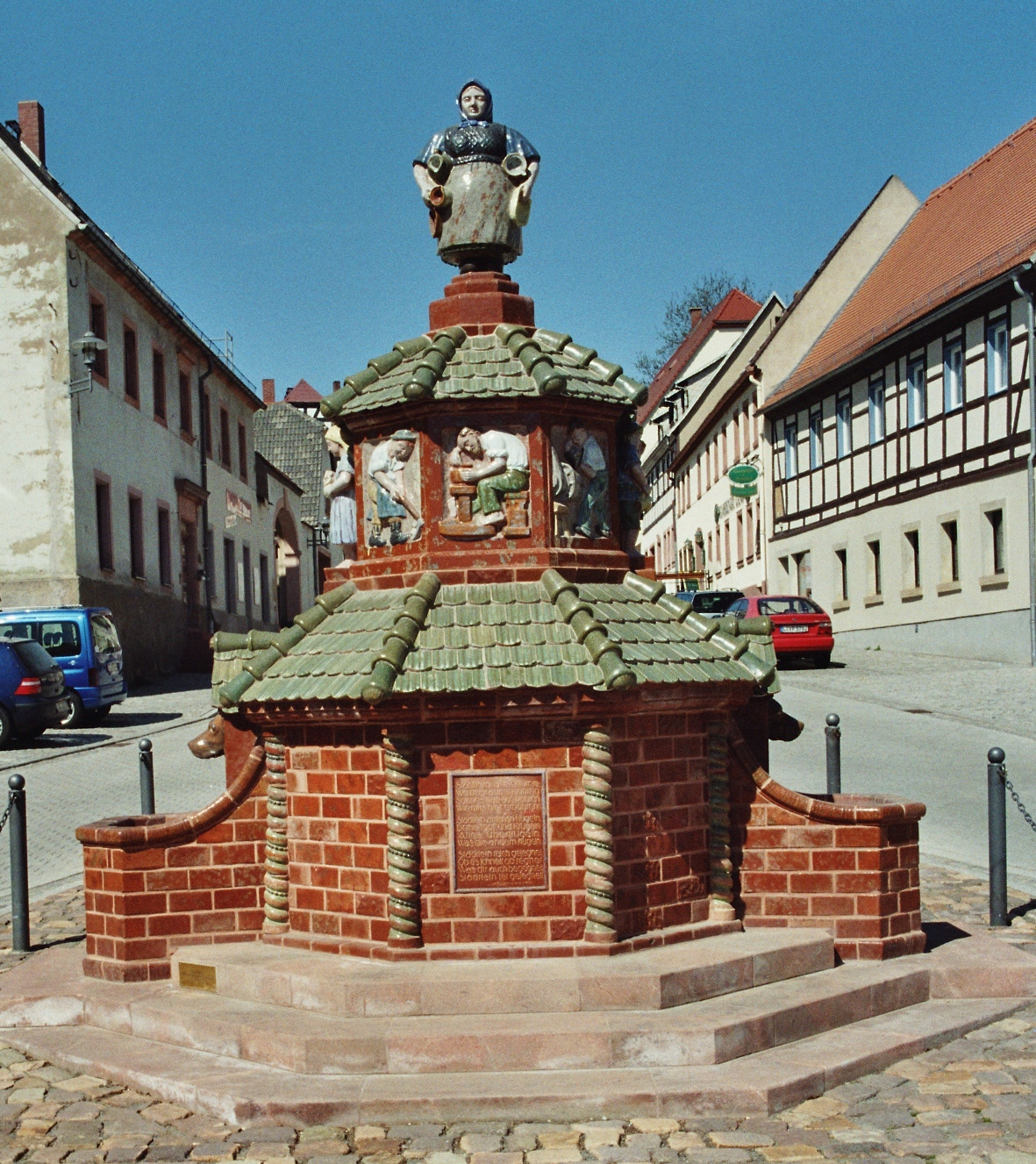
Töpferbrunnen in Kohren-Sahlis

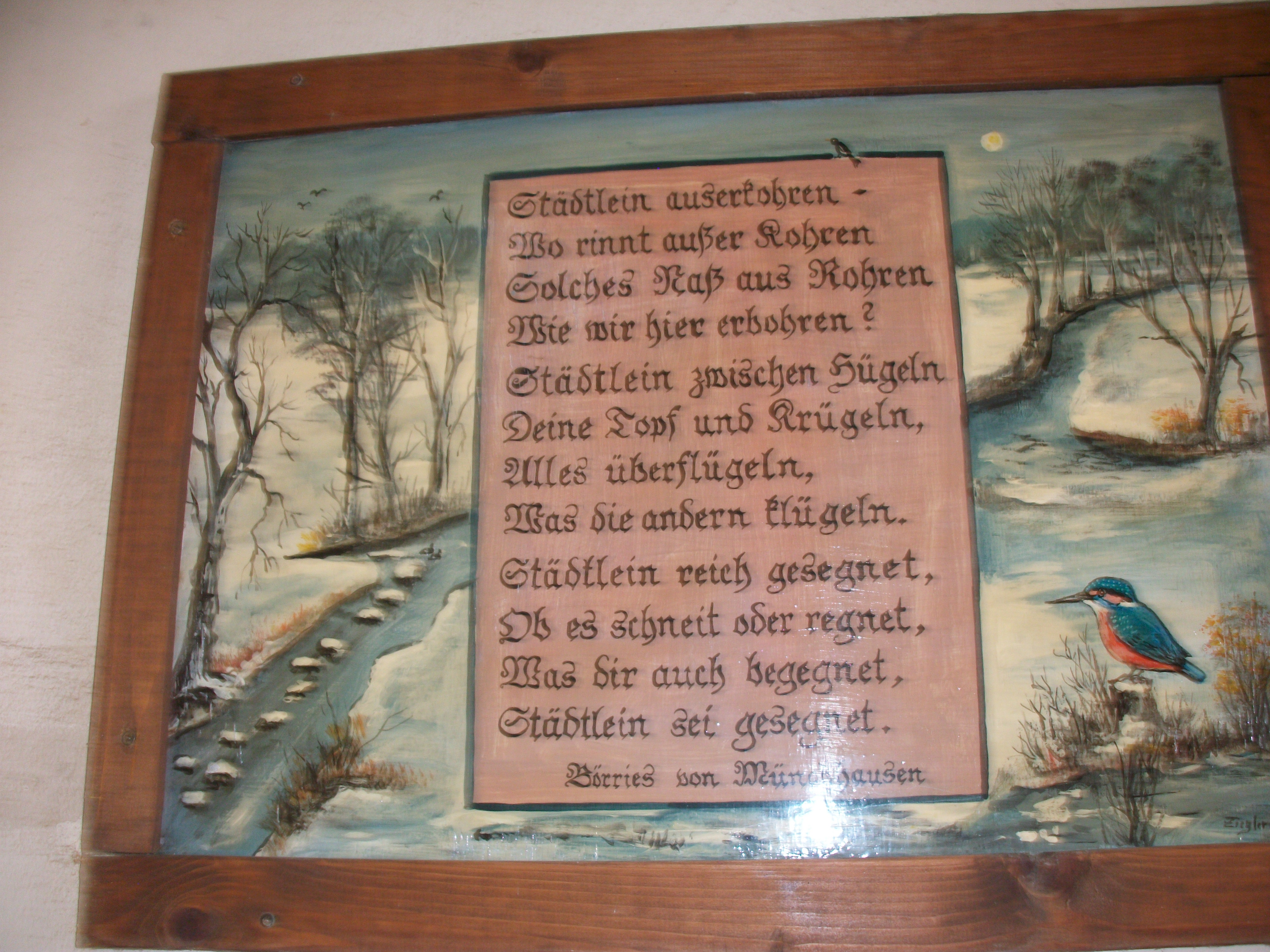
Gedicht von Börries Freiherr von Münchhausen

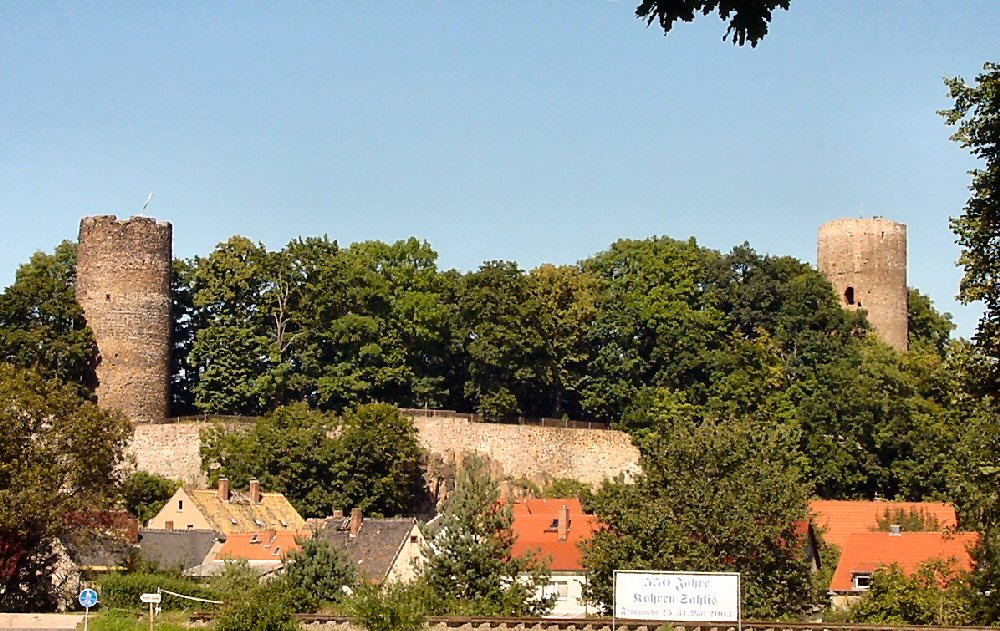
Burgruine Kohren

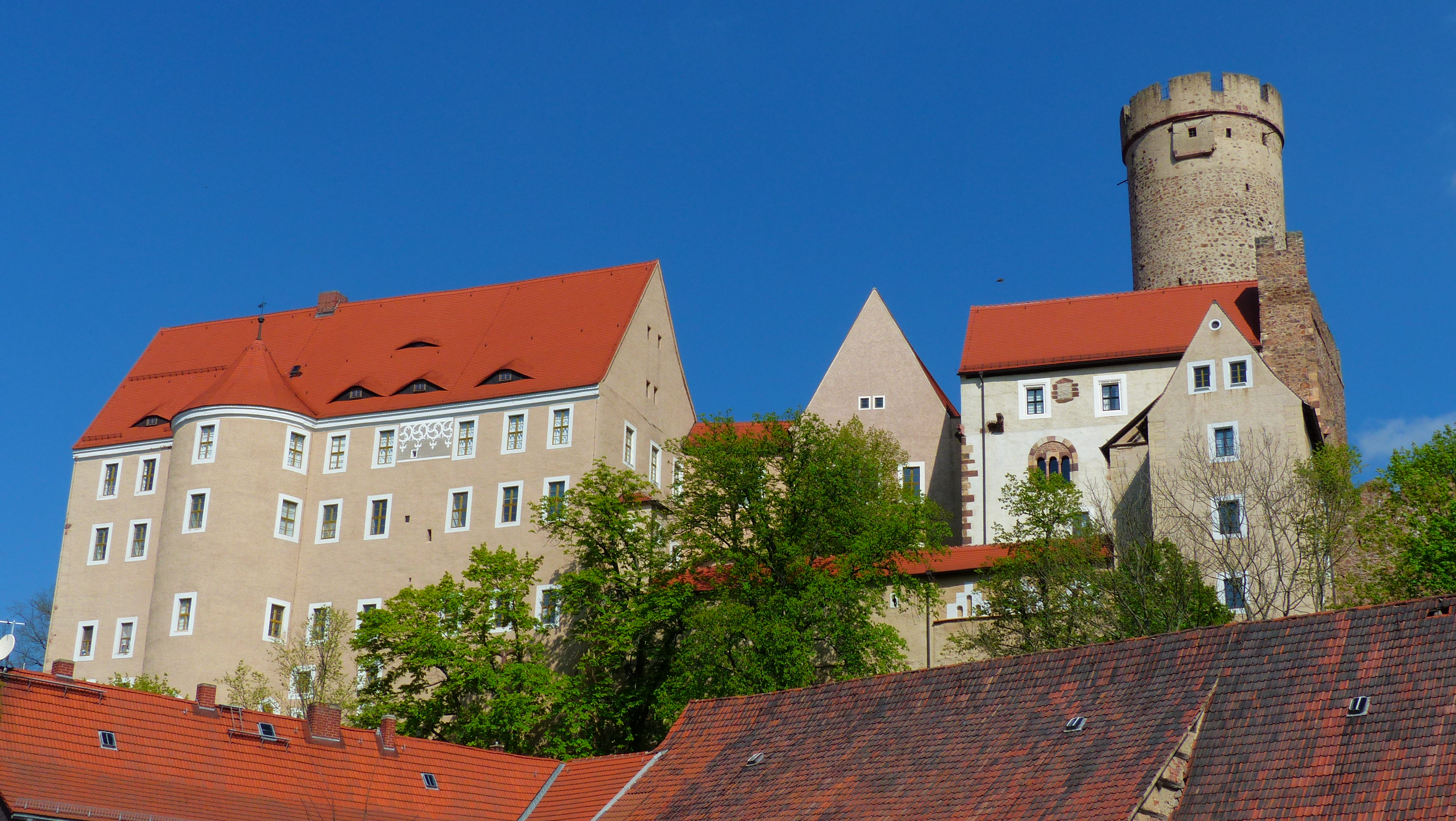
Burg Gnandstein

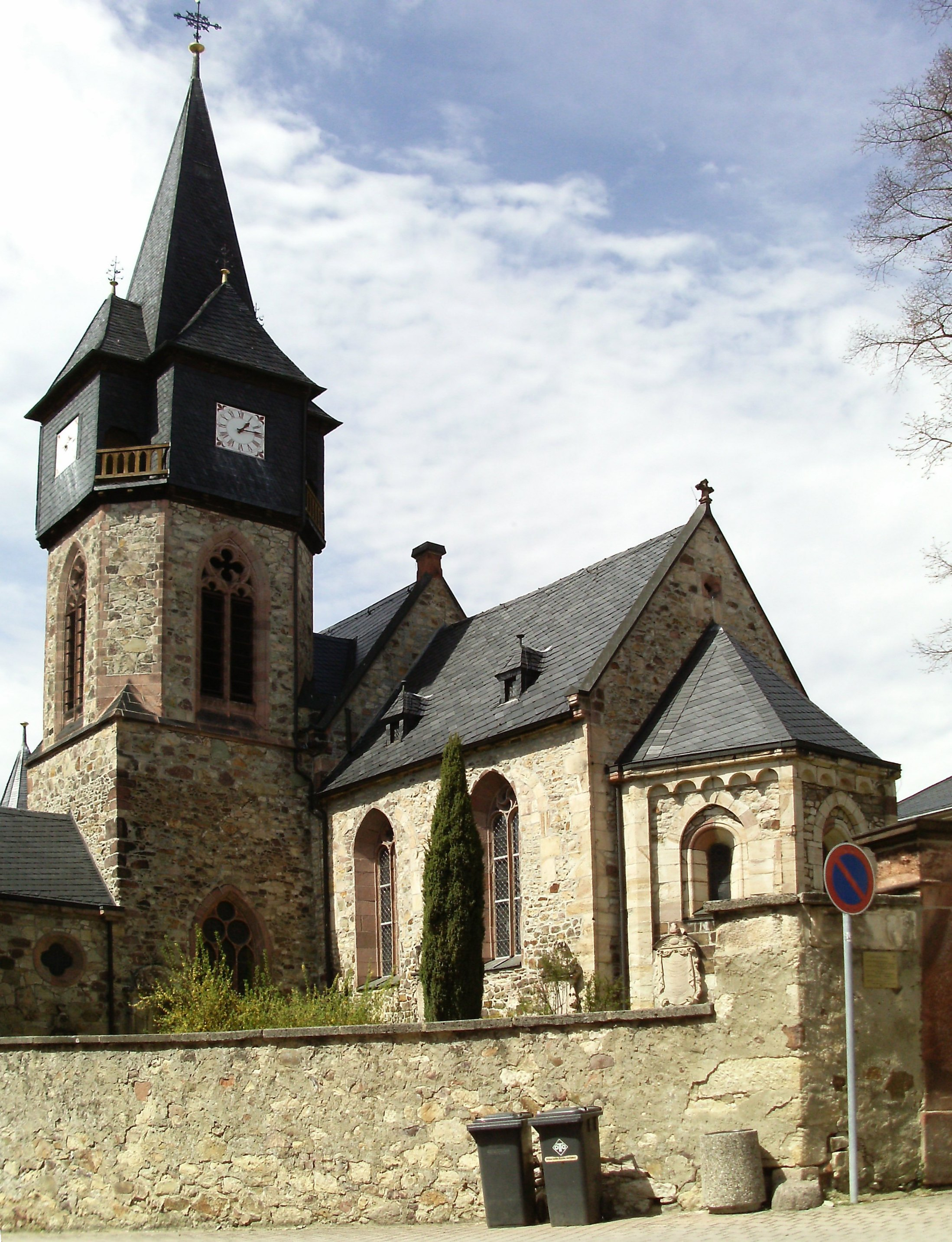
St.-Gangolf-Kirche in Kohren

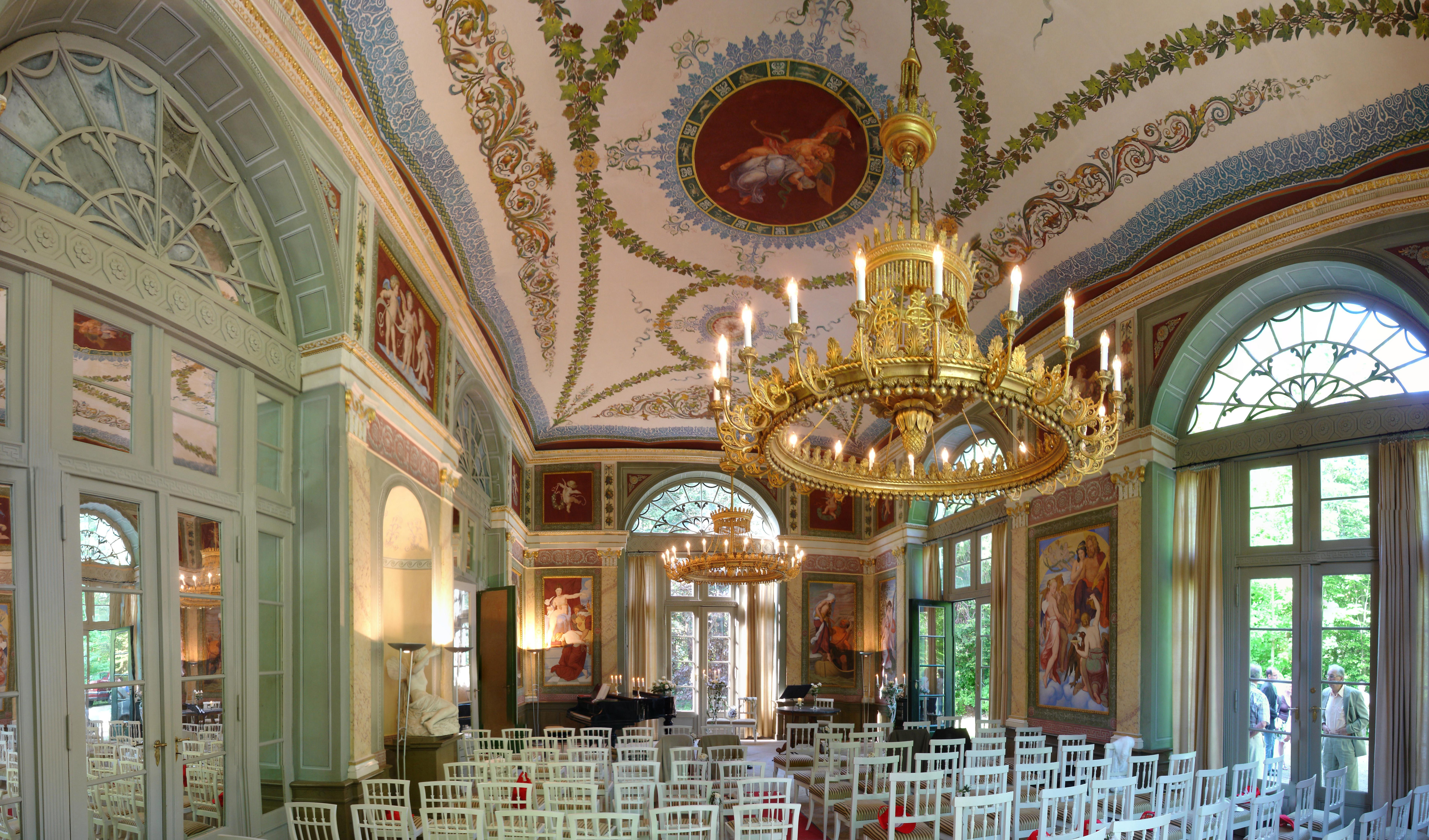
Schwind-Pavillon

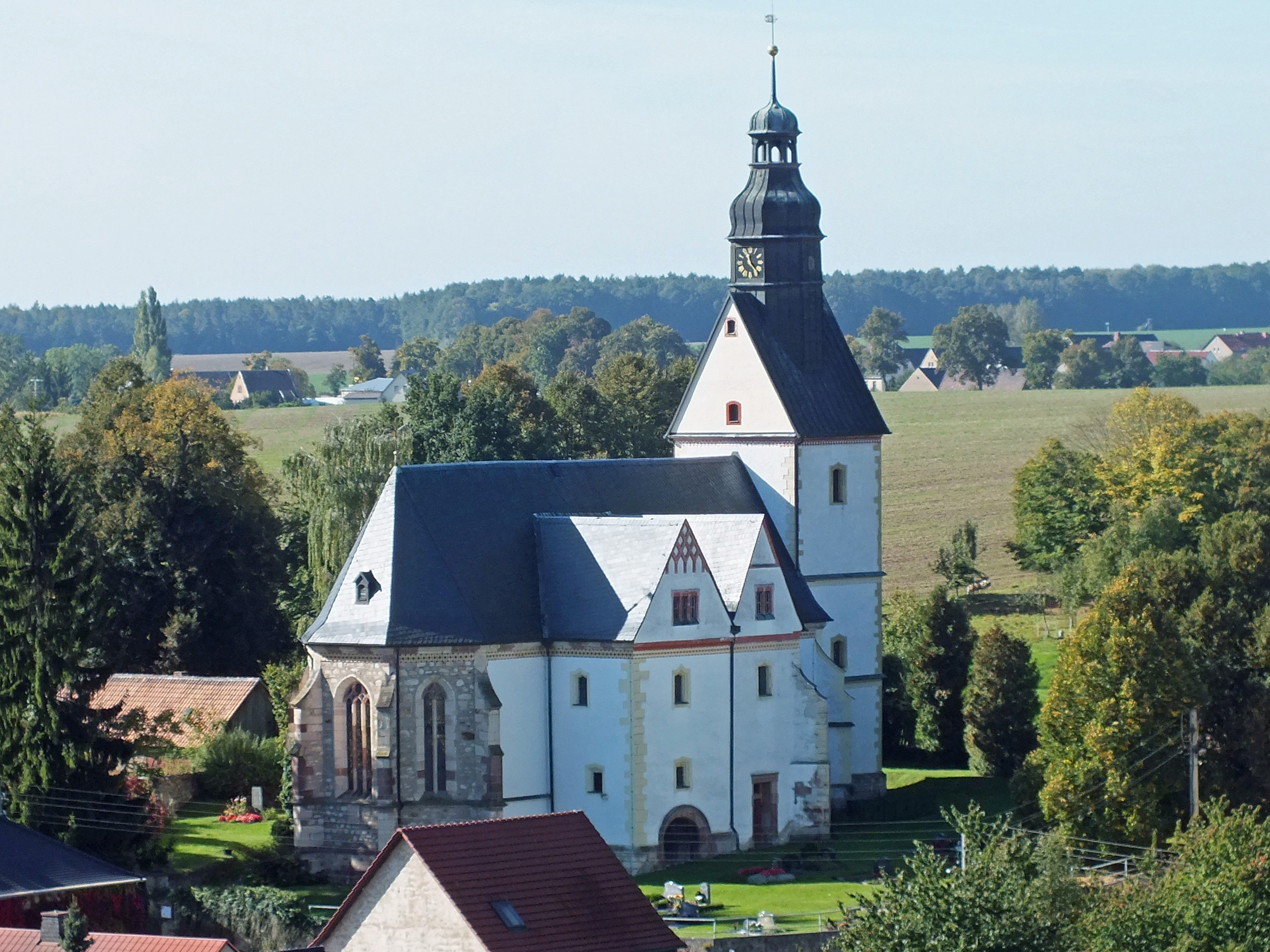
Kirche in Gnandstein

Kohren-Sahlis liegt am Lutherweg Sachsen und an der Via Porphyria.

### Museen
- Töpfermuseum
- Museum Hoffmann’sche Sammlung
- Museum Burg Gnandstein
- Vereinsmuseum Lindigtmühle (Wassermühle ab 16. Jh., voll funktional restauriert), am Lindenteich im Ortsteil Linda (neben der Gaststätte im Lindenvorwerk)

### Bauwerke
- Töpferbrunnen von Kurt Feuerriegel am Marktplatz
- Burgruine Kohren
- Kirche St. Gangolf in Kohren mit Pfarrhof
- Burg Gnandstein im benachbarten Ortsteil Gnandstein
- Kirche Gnandstein mit Einsiedelscher Grablege
- Gutshaus in Rüdigsdorf mit Schwind-Pavillon, darin Fresken von Moritz von Schwind
- Kirche in Rüdigsdorf
- Lindigtmühle am Lindenvorwerk
- Rittergut Sahlis
- Lusthaus Sahlis (Fachwerkbau) und nahegelegener „Totenberg“ (ehem. familiäre Gedenkstätte eines Rittergutsbesitzers aus dem 17. Jh., fragmentarisch erhalten als etwa 10 m hoher künstlicher Berg)
- Vermessungssäule Nr. 119 „Sahlis b. Frohburg“ der Königlich-Sächsischen Triangulation
- Julius-Mosen-Gedenkstein und -Wohnhaus, hier verfasste er das Andreas-Hofer-Lied

### Attraktionen
- Sommerrodelbahn Kohren
- Minigolfanlage am Lindenvorwerk
- „Irrgarten der Sinne“ am Lindenvorwerk

### Parks und Gärten
- Rokoko-Park Sahlis
- Landschaftsgarten Rüdigsdorf
- Burggarten Gnandstein

### Regelmäßige Veranstaltungen
- alljährlicher Topf- und Krügemarkt auf dem Kohrener Markt am Wochenende nach Himmelfahrt
- alljährlicher Kunstmarkt an der Lindigtmühle
- Sonderführung „Gnandstein im Mondschein“
- Sonderführung „Gnandsteiner Geheimnisse“

## Wirtschaft und Infrastruktur

### Verkehr
Durch das Gebiet von Kohren-Sahlis verläuft die Staatsstraße 51 Borna–Penig. Der Leipzig-Altenburg Airport liegt zehn Kilometer entfernt.
Kohren-Sahlis liegt im Gebiet des Mitteldeutschen Verkehrsverbundes. Der nächste Bahnhof ist Frohburg an der Bahnstrecke Leipzig-Borna-Geithain, etwa acht Kilometer nordwestlich von Kohren-Sahlis. Zum Bahnhof Frohburg sowie nach Altenburg und Geithain verkehren Busse der Thüsac von Kohren-Sahlis aus.
Bis 1967 gab es eine Bahnstrecke Frohburg–Kohren-Sahlis. Das Bahnhofsgebäude Kohren-Sahlis ist noch gut zu erkennen, auf dem Bahndamm verläuft heute allerdings ein Radweg.

### Ansässige Unternehmen
- zahlreiche landwirtschaftliche Betriebe sowie mittelständisches verarbeitendes Gewerbe

### Bildung
- Grundschule Kohren-Sahlis
- Evangelische Heimvolkshochschule

## Persönlichkeiten

### Söhne und Töchter des Ortes
- Louis Schlegel (1858–1929), geboren in Terpitz, Politiker (SPD), Reichstagsabgeordneter, Landtagsabgeordneter in Württemberg

### Personen, die mit dem Ort in Verbindung stehen
- Christian Fürchtegott Gellert (1715–1769), Dichter und Moralphilosoph
- Siegfried Leberecht Crusius (1738–1824), Buchhändler und Verleger
- Wilhelm Crusius (1790–1858), Landwirt und Agrarreformer in Sachsen
- Julius Mosen (1803–1867), Dichter (Andreas-Hofer-Lied)
- Moritz von Schwind (1804–1871), Maler
- Börries Freiherr von Münchhausen (1874–1945), Dichter
- Kurt Feuerriegel (1880–1961), Kunstkeramiker
- Alexander Heinrich Ludwig Knorr (1891–1937), Ingenieur des Luftschiffes Hindenburg
- Georg-Ludwig von Breitenbuch (* 1971), Politiker (CDU), MdL
- Karl-Heinz Hoffmann (* 1937), rechtsextremer Aktivist